# Nonio (strumento)

Verniero lineare cinquantesimale di un calibro a corsoio, la misura indicata è 3,58 mm.

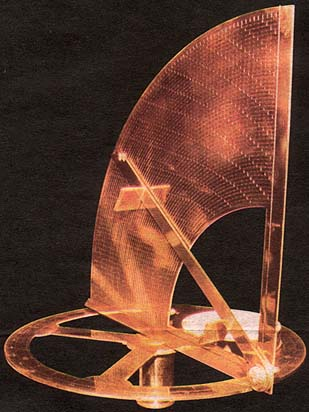
Nonio originale.

Il nonio è un dispositivo dotato di una scala graduata che serve per valutare le frazioni dell'unità di misura.
Deve il suo nome al matematico e geografo portoghese Pedro Nunes, latinizzato in Nonĭus, che nel 1542 lo inventò. È anche chiamato verniero dal nome del matematico francese Pierre Vernier che nel 1631 perfezionò l'idea originale di Pedro Nunes. Secondo un'altra teoria il nome deriverebbe dal latino nonus, poiché i noni decimali avevano inizialmente una scala di nove linee di fede.
Il nonio così come lo ideò Pedro Nunes ebbe scarsa diffusione e fu presto rimpiazzato dal verniero di Pierre Vernier. I due termini sono oggi considerati sinonimi. Può essere lineare o ad arco. È molto diffuso sui calibri, sui micrometri, sui sestanti, sui telescopi e in generale su ogni strumento a scala graduata quando sia richiesta buona precisione di lettura. Di solito le unità di misura delle lunghezze sono il centimetro e il millimetro nel sistema metrico decimale e il pollice nel sistema imperiale britannico, per gli angoli il grado oppure l'ora.

## Principio di funzionamento

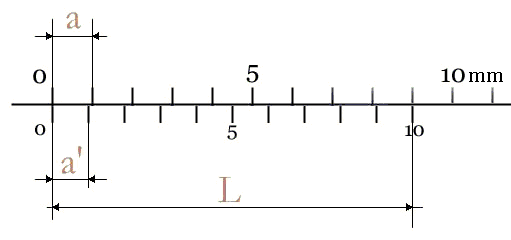
Figura 1 Dimensionamento di un nonio lineare decimale: L: ampiezza della scala secondaria, a: ampiezza delle divisioni della scala principale, a': ampiezza delle divisioni della scala secondaria

Si compone di un corsoio mobile che scorre a lato della scala graduata principale, sul quale è incisa una seconda scala graduata di ampiezza complessiva pari ad una frazione di quella principale. Siano 1/n il minimo valore che si vuole discernere sul nonio rispetto alle suddivisioni principali (1/10 in figura 1) e p la base numerica della scala secondaria (10 in figura 1), la scala secondaria sarà ampia quanto n-1 divisioni della principale (L in figura 1) e composta di n divisioni equispaziate e ampie (n-1)/n (a' in figura 1), essa sarà graduata da 0 a p; il nonio si dirà n-simale (quindi decimale in figura 1). Dunque se il valore più piccolo che si vuole leggere sul nonio è 1/10 della separazione delle linee di fede della scala principale allora il nonio si dice decimale, se è 1/20 si dice ventesimale, se è 1/100 si dice centesimale e così via; questo valore indica la precisione raggiungibile dal dispositivo ed è stampigliato in forma numerica sul corsoio (per esempio 0,02 mm per un nonio cinquantesimale che opera in millimetri). La graduazione incisa sulla scala secondaria, quale che sia il numero delle linee di fede di cui è composta, è quasi sempre numerata da 0 a 10, cioè p vale quasi sempre 10, perché il sistema di misura internazionale è decimale, quindi indipendentemente dalla precisione raggiungibile la misura viene sempre espressa secondo il sistema decimale poiché il calcolo è più agevole: per esempio si usa dire 1,5 decimi anziché 3 ventesimi. Nel sistema imperiale inglese, che non è decimale, la scala secondaria è di solito numerata da 0 a 8. Si veda la sezione Uso per un esempio di nonio con scala secondaria in ventesimi, numerata quindi da 0 a 20.
La lettura vale allora k + x/p, dove k è il valore per difetto letto sulla scala principale, x quello letto sulla scala secondaria, p l'estremo superiore di numerazione della scala secondaria (di solito 10).

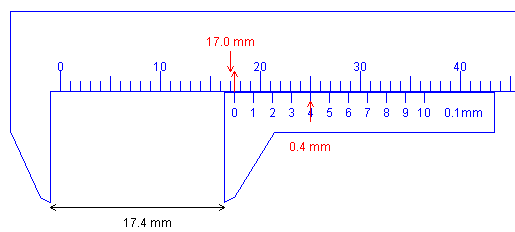
Schema di un calibro aperto a 17,4 mm

Come conseguenze di ciò nella scala secondaria di un nonio decimale in millimetri le linee di fede sono separate di nove decimi di millimetro; se la prima è perfettamente allineata con una della scala principale allora il successivo perfetto allineamento si avrà in corrispondenza dell'ultima, e tutte le intermedie saranno disallineate di una quantità multipla del decimo di millimetro.
Un tipico esempio di strumento con nonio è il calibro a corsoio ventesimale: ha nonio ventesimale e la scala principale è graduata in millimetri, la secondaria è graduata da 0 a 20; la migliore lettura eseguibile è approssimata al ventesimo di millimetro. I calibri inglesi hanno invece la scala principale graduata in pollici e la secondaria graduata da 0 a 8.

## Uso

Misura di un dado con il calibro a corsoio e nonio, la lettura vale 2,47 cm

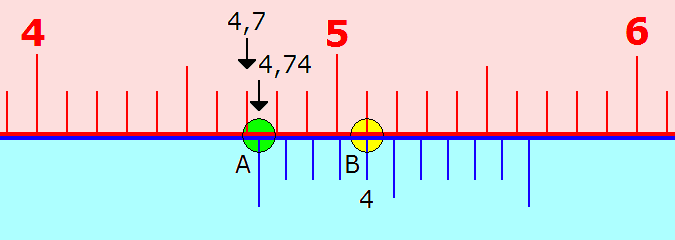
Figura 2 Nonio lineare decimale che indica una misura di 4,74

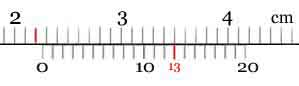
Figura 3 Nonio lineare con scala secondaria ventesimale, di poco agevole impiego; la lettura è ~2,265 centimetri (2,2 + ~13/20 di 1/10)

La lettura della parte principale avviene come di consueto sulla scala principale, usando come indice la prima linea di fede della scala secondaria, di solito indicata con 0 (A nella figura 2). La parte frazionaria si legge invece sulla scala secondaria usando come indice la linea di fede della scala principale che si trovi esattamente allineata con una della secondaria (B nella figura 2). Spesso l'unità di misura stampigliata sulla scala principale è un multiplo di quella impiegata nelle suddivisioni, per esempio centimetri quando la scala è in realtà suddivisa in millimetri; in questi casi prima di sommare la parte principale alla secondaria bisognerà passare in unità omogenee, per esempio entrambe in millimetri.
Osserviamo l'esempio in figura 2 ricordando che la lettura vale k + x/p dove k è il valore per difetto letto sulla scala principale, x quello letto sulla scala secondaria, p l'estremo superiore di numerazione della scala secondaria (di solito 10). La prima linea di fede, detta A, indica un valore compreso tra i 4,7 e i 4,8 stampigliati sulla scala principale, quindi la parte principale della misura vale 4,7; poi osserviamo che la linea di fede della scala secondaria meglio allineata con una qualsiasi della scala principale, detta B, è quella che corrisponde al valore 4 della scala secondaria. Questo significa che la parte secondaria della misura è 4/10 (il nonio dell'esempio non reca numerazione della scala secondaria ma si può ragionevolmente supporre che la sua base p sia 10) dell'ampiezza della gradazione principale, cioè 4/10 di 1/10 poiché la scala principale appare suddivisa in decimi dell'unità di misura stampigliata; passando in unità omogenee alle stampigliate la parte secondaria vale dunque 0,04. Il valore esatto della misura è allora 4,74 (ottenuto da 4,7 + 0,04).
L'esempio in figura 3 è più complesso. In questo nonio la base numerica p della scala secondaria è 20, poiché il suo estremo superiore vale 20. La misura riesce poco agevole perché non è decimale. La parte principale della misura è 2,2 centimetri, la parte secondaria è 13/20 (base 20 della scala secondaria) di millimetro, quindi la misura vale circa 2,265 centimetri, ottenuti sommando 2,2 centimetri + 13/20 di millimetro (in unità omogenee 2,2 cm + 0,065 cm). Il termine circa è d'obbligo poiché questo nonio non è centesimale quindi la misura non può raggiungere la precisione del centesimo di millimetro.